# Megachile relata
Megachile relata är en biart som beskrevs av Smith 1879. Megachile relata ingår i släktet tapetserarbin, och familjen buksamlarbin. Inga underarter finns listade i Catalogue of Life.